# 高橋玲奈
高橋 玲奈 （たかはし れいな、1978年6月8日 - ）は、日本のタレント、女優。熊本県熊本市出身。身長163cm。血液型はO型。1990年代中期に主にCMタレントとして活動した。

## 来歴・人物
趣味:音楽鑑賞、読書。特技は、クラシックバレエ。熊本学園大学付属高等学校卒業。
中学1年時に熊本県の観光ポスターモデルを務めた後、1992年ホリプロタレントスカウトキャラバン「下の娘部門」で九州代表に選出される。熊本在住のままタレント活動をしていたが、高校卒業後に上京。ソニー・ミュージックスターズ（現ソニー・ミュージックアーティスツ）に所属していた。

## 出演

### テレビドラマ
- 金田一少年の事件簿「学園七不思議殺人事件」（1995年4月8日） - 桜樹マリ子役
- ザ・シェフ（1995年11月25日） 第6話
- 花村大介（2000年、フジテレビ）

### 劇場アニメ
- アンネの日記（1995年）- アンネ・フランク役

### CM
- サークルK
  - 「サークルKのバレンタイン・ホワイトデー」（1994年）
  - 「年末年始キャンペーン」（1995年）
- 肥後銀行（1994年）
- 熊本県（1994年）-観光ポスター
- グリコ共同乳業「ビッグプッチンプリン」（1994年・1995年）
- 資生堂「フレッシィ・ドライシャンプー」（1994年）
- グリコ共同乳業「グリコカフェオーレ」（1995年）
- オフテクス「コンタクトケア」（1995年）